# Championnat de Belgique masculin de handball 1992-1993
Navigation
Division 1 1991-1992 Division 1 1993-1994
La saison 1992-1993 du Championnat de Belgique masculin de handball est la 35e édition de la plus haute division de handball en Belgique. La première phase du championnat la phase classique, est suivie des Play-offs pour les quatre équipes terminant en tête.
Cette édition est remportée pour l'Initia HC Hasselt qui, après le triplé réalisé dans les années 80, remporte son quatrième titre. L'Initia termine devant l'autre club limbourgeois du Sporting Neerpelt, qui s'était également montré dans les années 80. Enfin, le carré est respectivement occupé par le HC Herstal, troisième, et l'Union beynoise, quatrième. 
Dans le bas du classement, le Sporta Evere et le RPSM sont relégués et seront remplacés la saison suivante par l'Olympia Heusden, renommé la saison suivante, l'Olympia Beringen, et l'Apolloon Kortrijk.

## Participants
| Club                | Classement 1991-1992 | Matricule | Localisation  | Entraîneur                         | Salle                       | Capacité |
| ------------------- | -------------------- | --------- | ------------- | ---------------------------------- | --------------------------- | -------- |
| Olse Merksem HC     | 1er                  | 48        | Anvers        | ?                                  | ?                           | ?        |
| Union beynoise      | 2e                   | 3         | Beyne-Heusay  | Christian Verbert                  | ?                           | ?        |
| Sporting Neerpelt   | 3e                   | 112       | Neerpelt      | Ryszard Wilanowski Tinus Hulsbosch | Sportcentrum Dommelhof      | ?        |
| HC Herstal-Liège    | 4e                   | 58        | Herstal       | Luc Vercauteren Jacky Bar          | Hall omnisports de Bressoux | ?        |
| Initia HC Hasselt   | 5e                   | 142       | Hasselt       | Jos Scheuterden                    | ?                           | ?        |
| KV Sasja HC Hoboken | 6e                   | 41        | Anvers        | ?                                  | ?                           | ?        |
| Sporta Evere        | 7e                   | 46        | Evere         | Jean-Jacques Barbier               | ?                           | ?        |
| KTSV Eupen 1889     | 8e                   | 5         | Eupen         | ?                                  | Sportzentrum d'Eupen        | ?        |
| HV Arena Hechtel    | 9e                   | 152       | Hechtel-Eksel | ?                                  | ?                           | ?        |
| RPSM                | 10e                  | 49        | Saint-Nicolas | Sacha Cuk                          | ?                           | ?        |
| HC Kiewit           | 1er (D2)             | 191       | Hasselt       | ?                                  | ?                           | ?        |
| HC Eynatten         | 2e (D2)              | 156       | Raeren        | Pierre Chapeaux                    | ?                           | ?        |

### Localisation
| \| RPSM Initia Hasselt U.Beynoise Olse Merksem HC KV Sasja HC Sporting Neerpelt Herstal HV Arena Eupen Sporta Evere Eynatten HC Kiewit \| Localisation des clubs engagés dans le championnat |
| RPSM Initia Hasselt U.Beynoise Olse Merksem HC KV Sasja HC Sporting Neerpelt Herstal HV Arena Eupen Sporta Evere Eynatten HC Kiewit                                                          |

Nombre d'équipes par Province
| # | Province                     | Nombre | Équipe(s)                                                            |
| - | ---------------------------- | ------ | -------------------------------------------------------------------- |
| 1 | Province de Liège            | 5      | Union beynoise, HC Herstal-Liège, RPSM, KTSV Eupen 1889, HC Eynatten |
| 2 | Province de Limbourg         | 4      | Initia HC Hasselt, Sporting Neerpelt, HV Arena Hechtel, HC Kiewit    |
| 3 | Province d'Anvers            | 2      | KV Sasja HC Hoboken, Olse Merksem HC                                 |
| 4 | Région de Bruxelles-Capitale | 1      | Sporta Evere                                                         |

## Compétition

### Organisation du championnat
La saison régulière est disputée par 12 équipes jouant chacune l'une contre l'autre à deux reprises selon le principe des phases aller et retour. Une victoire rapporte 2 points, une égalité, 1 point et, donc une défaite 0 point.
Après la saison régulière, les 4 équipes les mieux classées s'engagent dans les play-offs. Ceux-ci constituent en un nouveau championnat qui désignera le champion ainsi que les tickets européens.
Les quatre équipes s'affrontent en phase aller-retour, dans lequel le premier débute avec 4 points, le deuxième avec 3 points, le troisième avec 2 points et le quatrième avec 1 point. 
Les 8 dernières équipes de la phase régulière, ne s'engage pas dans des play-downs. Ce qui fait que les deux dernières équipes sont reléguées en division 2.

### HC Herstal-Sporting Neerpelt
Le comité paritaire d'arbitrage (CPA) de la fédération donne raison au HC Herstal-Liège, à la suite des problèmes d'arbitrages lors du match les opposant  au Sporting Neerpelt qui s'était soldé par une défaite des liégeois face aux campinois.
Le match a été rejoué le mercredi 21 avril 1993 mais plusieurs incidents entachèrent la rencontre, à la 55e minute, des supporters du Sporting montèrent à plus d'une reprise sur le terrain, obligeant les arbitres à interrompre provisoirement la rencontre. Les deux entraîneurs de Neerpelt, Wilanowski et Hulsbosch, furent expulsés pour avoir agressé les délégué et chronométreur herstaliens. La partie put cependant reprendre et, à 20 à 18, alors qu'il restait 80 secondes et que les armuriers jouaient à 5 contre 7, un supporter liégeois enraya délibérément une contre-attaque adverse. Ce fut le signal d'un envahissement général et les arbitres durent se résoudre à arrêter définitivement la partie.
Conséquence, résultat maintenu 20 à 18 pour le HC Herstal-Liège, le club liégeois est puni d'un match à huis clos pour les Liégeois (le 29 mai contre Neerpelt) et un autre avec sursis alors que pour le Sporting Neerpelt est puni d'un match à huis clos pour les Liégeois (le 19 mai contre Herstal) et trois autres avec sursis, ainsi que 6 mois de suspension ferme pour Hulbosch, le coach-adjoint limbourgeois.

### Saison régulière

#### Classement
|    | Équipe              | Pts | J  | G  | N | P  | Bp  | Bc  | Diff |
| -- | ------------------- | --- | -- | -- | - | -- | --- | --- | ---- |
| 1  | Sporting Neerpelt   | 37  | 22 | 17 | 1 | 4  | 529 | 398 | 131  |
| 2  | Initia HC Hasselt   | 35  | 22 | 16 | 3 | 3  | 495 | 368 | 127  |
| 3  | HC Herstal-Liège    | 33  | 22 | 15 | 3 | 4  | 476 | 392 | 84   |
| 4* | Union beynoise (C)  | 30  | 22 | 14 | 2 | 6  | 515 | 442 | 73   |
| 5  | KV Sasja HC Hoboken | 30  | 22 | 14 | 2 | 6  | 453 | 403 | 50   |
| 6  | Olse Merksem HC (T) | 27  | 22 | 13 | 1 | 8  | 419 | 373 | 46   |
| 7  | HC Kiewit           | 21  | 22 | 9  | 3 | 10 | 478 | 471 | 7    |
| 8  | HC Eynatten         | 14  | 22 | 6  | 2 | 14 | 435 | 480 | -45  |
| 9  | KTSV Eupen 1889     | 14  | 22 | 6  | 2 | 14 | 432 | 493 | -61  |
| 10 | HV Arena Hechtel    | 14  | 22 | 6  | 2 | 14 | 405 | 471 | -66  |
| 11 | Sporta Evere        | 10  | 22 | 5  | 0 | 17 | 394 | 526 | -132 |
| 12 | RPSM                | 1   | 22 | 0  | 1 | 21 | 352 | 566 | -214 |

|                 | Qualification pour les Play-Offs  |
|                 | Play-Downs                        |
| (T)             | Tenant du titre                   |
| en augmentation | Promu de 1992                     |
| (C)             | Vainqueur de la Coupe de Belgique |

* Au terme de la phase classique, l'Union beynoise et le KV Sasja HC Hoboken occupent tous deux la quatrième et dernière place qualificative pour les Play-offs, ce fut finalement l'Union beynoise qui se qualifie grâce à un meilleur goal avérage.

#### Matchs
| Résultats (dom.\ext.)                                      | SNE   | HCK   | HER   | IHA   | KVS   | OME   | UBE   | ARE   | RPSM  | EVE   | EUP   | HCE   |
| Sporting Neerpelt                                          |       | 25-18 | 18-23 | 20-18 | 26-17 | 23-14 | 24-15 | 24-18 | 29-15 | 26-20 | 17-21 | 27-18 |
| HC Kiewit                                                  | 20-26 |       | 21-26 | 24-21 | 18-18 | 21-16 | 17-22 | 22-18 | 26-15 | 27-20 | 26-22 | 25-23 |
| HC Herstal-Liège                                           | 14-15 | 21-21 |       | 18-20 | 19-16 | 14-12 | 17-14 | 22-12 | 27-14 | 26-17 | 27-15 | 23-19 |
| Initia HC Hasselt                                          | 23-23 | 21-15 | 19-19 |       | 16-14 | 18-12 | 16-16 | 22-17 | 32-7  | 30-13 | 25-17 | 26-16 |
| KV Sasja HC Hoboken                                        | 18-23 | 19-16 | 16-19 | 18-20 |       | 18-15 | 23-23 | 21-17 | 22-12 | 23-11 | 20-18 | 24-16 |
| Olse Merksem HC                                            | 20-17 | 24-26 | 21-18 | 12-14 | 18-12 |       | 14-15 | 27-17 | 23-11 | 20-9  | 19-19 | 21-19 |
| Union Beynoise                                             | 18-29 | 24-18 | 27-19 | 28-26 | 24-26 | 19-23 |       | 21-18 | 33-19 | 34-13 | 25-23 | 20-13 |
| HV Arena Hechtel                                           | 12-27 | 17-28 | 12-12 | 20-14 | 22-24 | 21-26 | 17-23 |       | 21-15 | 24-20 | 20-18 | 23-23 |
| RPSM                                                       | 10-28 | 24-24 | 17-30 | 16-35 | 16-24 | 11-17 | 18-26 | 19-22 |       | 20-26 | 22-25 | 25-28 |
| Sporta Evere                                               | 17-25 | 17-26 | 18-23 | 10-27 | 19-26 | 16-20 | 18-30 | 20-19 | 25-18 |       | 22-20 | 24-16 |
| KTSV Eupen 1889                                            | 20-25 | 21-19 | 22-27 | 16-20 | 19-25 | 15-20 | 31-29 | 19-23 | 20-14 | 20-13 |       | 14-17 |
| HC Eynatten                                                | 23-29 | 21-20 | 16-28 | 22-28 | 20-22 | 20-15 | 19-29 | 19-20 | 23-14 | 23-18 | 18-18 |       |
| - Victoire à domicile - Match nul - Victoire à l'extérieur |       |       |       |       |       |       |       |       |       |       |       |       |

### Play-offs

#### Classement
|   | Équipe             | Pts | J | G | N | P | Bp  | Bc  | Diff |
| - | ------------------ | --- | - | - | - | - | --- | --- | ---- |
| 1 | Initia HC Hasselt  | 13  | 6 | 5 | 0 | 1 | 129 | 112 | 17   |
| 2 | Sporting Neerpelt  | 12  | 6 | 4 | 0 | 2 | 129 | 122 | 7    |
| 3 | HC Herstal-Liège   | 6   | 6 | 2 | 0 | 4 | 125 | 129 | -4   |
| 4 | Union beynoise (C) | 3   | 6 | 1 | 0 | 5 | 121 | 141 | -20  |

|     | Qualification pour la Ligue des champions |
|     | Qualification pour la Coupe EHF           |
|     | Qualification pour la Coupe des coupes    |
|     | Qualification pour la Coupe des villes    |
| (C) | Vainqueur de la Coupe de Belgique         |

#### Matchs
| Résultats (dom.\ext.)                                      | HER   | UBE   | SNE   | IHA   |
| HC Herstal-Liège                                           |       | 17-20 | 20-19 | 26-29 |
| Union beynoise                                             | 26-29 |       | 27-29 | 13-17 |
| Sporting Neerpelt                                          | 18-17 | 26-15 |       | 18-27 |
| Initia HC Hasselt                                          | 17-16 | 23-20 | 16-19 |       |
| - Victoire à domicile - Match nul - Victoire à l'extérieur |       |       |       |       |

### Champion
| Champion de Belgique de handball 1992-1993 Initia Handbal Club Hasselt 4e titre |

## Bilan

### Classement final
| Rang | Équipe               |
| ---- | -------------------- |
| 1er  | Initia HC Hasselt    |
| 2e   | Sporting Neerpelt    |
| 3e   | HC Herstal-Liège     |
| 4e   | Union beynoise * (C) |
| 5e   | KV Sasja HC Hoboken  |
| 6e   | Olse Merksem HC (T)  |
| 7e   | HC Kiewit            |
| 8e   | HC Eynatten          |
| 9e   | KTSV Eupen 1889      |
| 10e  | HV Arena Hechtel     |
| 11e  | Sporta Evere         |
| 12e  | RPSM                 |

|                 | Champion de Belgique et qualifiés pour la Ligue des champions |
|                 | Qualifiés pour la Coupe EHF                                   |
|                 | Qualification pour la Coupe des coupes                        |
|                 | Relégués en division 2                                        |
| (T)             | Tenant du titre                                               |
| (C)             | Vainqueur de la Coupe de Belgique                             |
| en augmentation | Promu de début de saison en Division 1                        |

### Parcours en coupes d'Europe
| Club             | Compétition               | Tour d'entrée | Résultat                       | Dernier adversaire  |
| Olse Merksem HC  | Coupe des clubs champions | 1er tour      | éliminé au 1er tour            | Vénissieux handball |
| HC Herstal-Liège | Coupe des coupes          | 1er tour      | éliminé en huitièmes de finale | CBM Alzira Avidesa  |
| Union beynoise   | Coupe IHF                 | 1er tour      | éliminé en 1er tour            | ASKO Linde Linz     |

### Bilan de la saison
| Tableau d'honneur de la saison 1992-1993 |                                   |              |
| Compétition                              | Vainqueur                         | Commentaire  |
| Championnat de Belgique                  | Initia HC Hasselt                 | 4e titre     |
| Coupe de Belgique                        | Union beynoise                    | 3e victoire  |
| Qualifications européennes               |                                   |              |
| Compétition                              | Qualifiés                         | Qualifiés    |
| Ligue des champions                      | Initia HC Hasselt                 | Premier tour |
| Coupe des coupes                         | Union beynoise                    | Premier tour |
| Coupe IHF                                | Sporting Neerpelt                 | Premier tour |
| Coupe des villes                         | HC Herstal-Liège                  | Premier tour |
| Promotions et relégations                |                                   |              |
| Promu en Division 1 (D1)                 | Olympia Heusden Apolloon Kortrijk | 1er 2e       |
| Relégation en Division 2 (D2)            | Sporta Evere RPSM                 | 11e 12e      |